# Membranipora dorbignyana
Membranipora dorbignyana är en mossdjursart som beskrevs av Canu 1900. Membranipora dorbignyana ingår i släktet Membranipora och familjen Membraniporidae. Inga underarter finns listade i Catalogue of Life.